# Reinhard Seehafer
Reinhard Seehafer est un compositeur, chef d'orchestre et pianiste allemand né le 6 septembre 1958 à Magdebourg, en Saxe-Anhalt.

## Biographie

### Chef d'orchestre
Reinhard Seehafer a étudié la direction d'orchestre avec Kurt Masur et Rolf Reuter (de), la composition avec Siegfried Thiele (de) et le piano dans les Écoles supérieures de Musique de Leipzig et Weimar, avant de se perfectionner auprès de Leonard Bernstein. Après ses études, Reinhard Seehafer, alors âgé de 23 ans, débute en tant que chef d'orchestre de l'Opéra comique de Berlin de 1982 à 1989.
En 1989 et jusqu'en 1995, il fut appelé au poste de Directeur Général de la Musique et Directeur Artistique du théâtre de musique de la ville de Görlitz. Son répertoire d'opéra s'est depuis enrichi de plus de 40 œuvres. Il a travaillé aux côtés de régisseurs et chorégraphes de renommée internationale, parmi lesquels Harry Kupfer, Joachim Herz, Wolf-Dieter Ludwig, Vaclav Veznik et Tom Schilling.
Avec l'Europa philharmonie, Reinhard Seehafer a été invité dans des opéras et salles de concerts et festivals renommés comme la Philharmonie de Berlin, le Konzerthaus de Vienne, le Centre culturel Manuel de Falla de Granada, le Gasteig de Munich, le festival Guido Cantelli, le festival des Nuits musicales du Suquet de Cannes, le Théâtre Saint-Michel de Bruxelles, la Caverne St. Michaels de Gibraltar, le Théâtre de Palerme, la Salle Verdi de Milan, le théâtre Gazi d'Athènes, et le festival Pablo Casals de Prades.
Reinhard Seehafer est le fondateur et chef d'orchestre de l'Europa Philharmonie.

### Compositeur
On peut entendre les compositions de Reinhard Seehafer dans les salles de concert allemandes et internationales. Son catalogue comprend entre autres l'œuvre orchestrale Parable créée en 2002 et née d'après "Nathan le Sage" de Lessing dont la première mondiale a eu lieu au Grand Théâtre du Palais Culturel des Nationalités de Pékin. D'autres premières ont eu lieu aux USA (New York, Las Cruces), en Afrique du Sud, en Italie et en Autriche.
Depuis 2009 il est compositeur en résidence de l'Orchestre Symphonique SAP ainsi que du renommé festival de concerts La Route Romane.

## Compositions
- Trio für Klavier, Violine und Violoncello Six Variations sur un thème des trouvères (1999)
- Parable (2002)
- Die Wüste hat zwölf Ding (2002)
- Concert for Cello and Orchestra (2003)
- Sinfonie Nr.1 (2003)
- Oper „Hochzeit an der Elbe“ (2004)
- Sinfonietta Dauna (2005)
- Amadeus-Fantasy (2005)
- Land of Enchantment (2006)
- Dafne Rekonstruktion der ersten deutschen Oper von Heinrich Schütz und Martin Opitz(2007)
- BachTrium (2007)
- Mondviole Poem für Viola, Bariton und Orchester (2007)
- Leaving Saturn (2008)
- Esther Bearbeitung der biblischen Oper von Joseph Messner (2008)
- Ludus quadruplus ad honorem Henning Kagermann Konzert für 2 Klaviere zu acht Händen und Orchester (2009)
- Konzert für Violine, Tuba und Orchester (2009)
- The Crucified Planet Oratorium (2010)
- Piano-Quintet (2011)